# 小维勒诺克斯
小维勒诺克斯（法語：Villenauxe-la-Petite，法語發音：[vilnoks la pətit] ⓘ）是法国塞纳-马恩省的一个市镇，属于普罗万区。

## 地理
小维勒诺克斯（48°24'28"N, 3°18'34"E）面积20.81 平方千米，位于法国法蘭西島大區塞纳-马恩省，该省份为法国北部内陆省份，北起瓦兹省，西接埃松省、马恩河谷省、塞纳-圣但尼省和瓦兹河谷省，南至卢瓦雷省，东南接约讷省，东临马恩省和奥布省，东北接埃纳省。
与小维勒诺克斯接壤的市镇（或旧市镇、城区）包括：普莱西圣让、巴比、塞纳河畔格里西、塞纳河畔帕西、孔皮尼、帕伊、佩尔瑟内日。

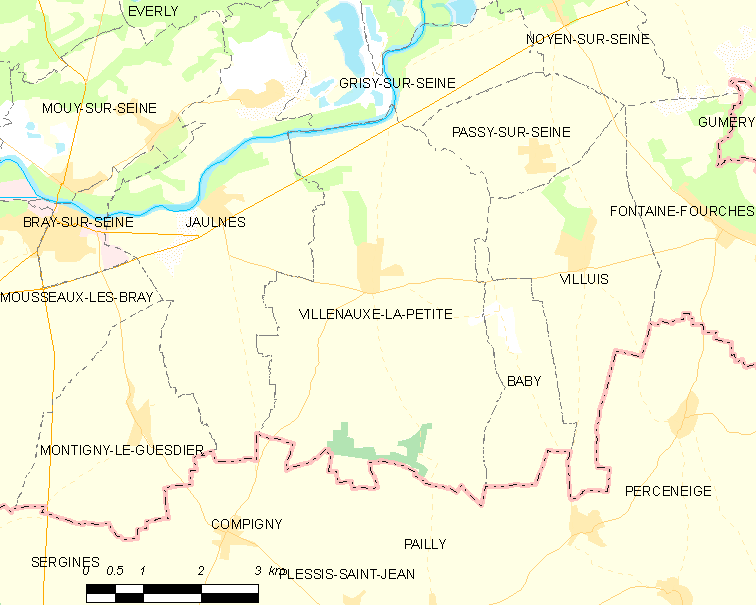
小维勒诺克斯的OSM定位图

小维勒诺克斯的时区为UTC+01:00、UTC+02:00（夏令时）。

## 行政
小维勒诺克斯的邮政编码为77480，INSEE市镇编码为77507。

## 政治
小维勒诺克斯所属的省级选区为普罗万县。

## 人口

1962-2008年间小维勒诺克斯人口变化图示

小维勒诺克斯于2022年1月1日时的人口数量为453人。